# Dorcatominae
Dorcatominae là một phân họ của họ bọ cánh cứng thuộc họ Ptinidae.